# Jan Grabiec
Jan Stanisław Grabiec (ur. 2 listopada 1972 w Legionowie) – polski polityk i samorządowiec, z wykształcenia filozof. W latach 2006–2015 starosta legionowski, w 2015 podsekretarz stanu w Ministerstwie Administracji i Cyfryzacji, poseł na Sejm VIII, IX i X kadencji, od 2023 minister-członek Rady Ministrów w trzecim rządzie Donalda Tuska oraz szef Kancelarii Prezesa Rady Ministrów, od 2025 przewodniczący Komitetu do spraw Pożytku Publicznego.

## Życiorys
Absolwent filozofii na Akademii Teologii Katolickiej w Warszawie, do 2002 był nauczycielem akademickim tej uczelni. Następnie przez cztery lata pełnił funkcję zastępcy prezydenta miasta w Legionowie. W latach 1998–2002 był radnym rady miejskiej w Legionowie z ramienia Akcji Wyborczej Solidarność. W 2006, 2010 i 2014 wybierany do rady powiatu legionowskiego i powoływany na urząd starosty.
Został też przewodniczącym powiatowych struktur Platformy Obywatelskiej. W 2009 bez powodzenia kandydował z ramienia tej partii do Parlamentu Europejskiego.
4 sierpnia 2015 objął urząd podsekretarza stanu w Ministerstwie Administracji i Cyfryzacji. W listopadzie tegoż roku zakończył urzędowanie na stanowisku wiceministra administracji i cyfryzacji.
W wyborach w tym samym roku wystartował z ramienia PO do Sejmu w okręgu podwarszawskim. Uzyskał mandat poselski, otrzymując 10 929 głosów. W Sejmie VIII kadencji został członkiem Komisji Administracji i Spraw Wewnętrznych, pracował też w Komisji Samorządu Terytorialnego i Polityki Regionalnej (2015–2018). W lutym 2016 został wybrany przez zarząd krajowy na rzecznika Platformy Obywatelskiej.
W wyborach w 2019 i 2023 z powodzeniem ubiegał się o reelekcję, kandydując z ramienia Koalicji Obywatelskiej i otrzymując odpowiednio 64 255 głosów oraz 71 534 głosy. W międzyczasie w 2021 stanął na czele mazowieckich struktur PO.
12 grudnia 2023 Sejm X kadencji wybrał go na urząd ministra–członka Rady Ministrów w trzecim rządzie Donalda Tuska. Następnego dnia został przez prezydenta RP Andrzeja Dudę powołany na to stanowisko. Tego samego dnia objął również funkcję szefa Kancelarii Prezesa Rady Ministrów. 24 lipca 2025 został dodatkowo przewodniczącym Komitetu do spraw Pożytku Publicznego.

## Wyniki w wyborach ogólnopolskich
| Wybory | Komitet wyborczy   | Komitet wyborczy      | Organ                             | Okręg            | Wynik           |
| ------ | ------------------ | --------------------- | --------------------------------- | ---------------- | --------------- |
| 2009   |                    | Platforma Obywatelska | Parlament Europejski VII kadencji | nr 4             | 8785 (1,06%)    |
| 2015   | Sejm VIII kadencji | Platforma Obywatelska | nr 20                             | 10 929 (2,23%)   |                 |
| 2019   |                    | Koalicja Obywatelska  | nr 20                             | Sejm IX kadencji | 64 255 (10,73%) |
| 2023   | Sejm X kadencji    | Koalicja Obywatelska  | nr 20                             | 71 534 (9,79%)   |                 |

## Odznaczenia
- Srebrny Krzyż Zasługi (2010)[17]
- Srebrny Medal za Zasługi dla Policji (2012)[18]
- Srebrna Odznaka „Zasłużony dla Ochrony Przeciwpożarowej” (2015)[19]
- Brązowa Odznaka „Zasłużony dla Ochrony Przeciwpożarowej” (2009)[20]